# 4.ª etapa do Giro d'Italia de 2017
A 4.ª etapa do Giro d'Italia de 2017 teve lugar a 9 de maio de 2017 entre Cefalù e o Etna sobre um percurso de 181 km.

## Classificação da etapa
| \| Classificação por etapas \| Classificação por etapas \| Classificação por etapas \| Classificação por etapas \| Classificação por etapas \| \| Ciclista \| Ciclista \| Equipe \| Tempo \| \| \| ------------------------ \| ------------------------ \| ------------------------ \| ------------------------ \| ------------------------ \| \| 1. \| Jan Polanc \| UAE Team Emirates \| 4h55m58s \| \| \| 2. \| Ilnur Zakarin \| Katusha-Alpecin \| + 19s \| \| \| 3. \| Geraint Thomas \| Team Sky \| + 29s \| \| \| 4. \| Thibaut Pinot \| FDJ \| + 29s \| \| \| 5. \| Dario Cataldo \| Astana \| + 29s \| \| \| 6. \| Tom Dumoulin \| Team Sunweb \| + 29s \| \| \| 7. \| Bob Jungels \| Quick-Step Floors \| + 29s \| \| \| 8. \| Adam Yates \| Orica-Scott \| + 29s \| \| \| 9. \| Bauke Mollema \| Trek-Segafredo \| + 29s \| \| \| 10. \| Vincenzo Nibali \| Bahrain-Merida \| + 29s \| \| |                 |                   |          |
| |                 |                   |          |
| Fonte: ProCyclingStats |                 |                   |          |
| Classificação por etapas |                 |                   |          |
| Ciclista | Ciclista        | Equipe            | Tempo    |
| 1. | Jan Polanc      | UAE Team Emirates | 4h55m58s |
| 2. | Ilnur Zakarin   | Katusha-Alpecin   | + 19s    |
| 3. | Geraint Thomas  | Team Sky          | + 29s    |
| 4. | Thibaut Pinot   | FDJ               | + 29s    |
| 5. | Dario Cataldo   | Astana            | + 29s    |
| 6. | Tom Dumoulin    | Team Sunweb       | + 29s    |
| 7. | Bob Jungels     | Quick-Step Floors | + 29s    |
| 8. | Adam Yates      | Orica-Scott       | + 29s    |
| 9. | Bauke Mollema   | Trek-Segafredo    | + 29s    |
| 10. | Vincenzo Nibali | Bahrain-Merida    | + 29s    |

## Classificações ao final da etapa

### Classificação geral
| \| Classificação geral \| Classificação geral \| Classificação geral \| Classificação geral \| Classificação geral \| \| Ciclista \| Ciclista \| Equipe \| Tempo \| \| \| ------------------- \| ------------------- \| ------------------- \| ------------------- \| ------------------- \| \| 1. \| Bob Jungels \| Quick-Step Floors \| 19h41m56s \| \| \| 2. \| Geraint Thomas \| Team Sky \| + 6s \| \| \| 3. \| Adam Yates \| Orica-Scott \| + 10s \| \| \| 4. \| Vincenzo Nibali \| Bahrain-Merida \| + 10s \| \| \| 5. \| Domenico Pozzovivo \| AG2R La Mondiale \| + 10s \| \| \| 6. \| Nairo Quintana \| Movistar Team \| + 10s \| \| \| 7. \| Tom Dumoulin \| Team Sunweb \| + 10s \| \| \| 8. \| Bauke Mollema \| Trek-Segafredo \| + 10s \| \| \| 9. \| Mikel Landa \| Team Sky \| + 10s \| \| \| 10. \| Thibaut Pinot \| FDJ \| + 10s \| \| |                    |                   |           |
| |                    |                   |           |
| Fonte: ProCyclingStats |                    |                   |           |
| Classificação geral |                    |                   |           |
| Ciclista | Ciclista           | Equipe            | Tempo     |
| 1. | Bob Jungels        | Quick-Step Floors | 19h41m56s |
| 2. | Geraint Thomas     | Team Sky          | + 6s      |
| 3. | Adam Yates         | Orica-Scott       | + 10s     |
| 4. | Vincenzo Nibali    | Bahrain-Merida    | + 10s     |
| 5. | Domenico Pozzovivo | AG2R La Mondiale  | + 10s     |
| 6. | Nairo Quintana     | Movistar Team     | + 10s     |
| 7. | Tom Dumoulin       | Team Sunweb       | + 10s     |
| 8. | Bauke Mollema      | Trek-Segafredo    | + 10s     |
| 9. | Mikel Landa        | Team Sky          | + 10s     |
| 10. | Thibaut Pinot      | FDJ               | + 10s     |

### Classificação por pontos
| Classificação por pontos | Classificação por pontos | Classificação por pontos      | Classificação por pontos | Classificação por pontos |
| Ciclista                 | Ciclista                 | Equipe                        | Pontos                   |                          |
| ------------------------ | ------------------------ | ----------------------------- | ------------------------ | ------------------------ |
| 1.                       | André Greipel            | Lotto-Soudal                  | 81 pts                   |                          |
| 2.                       | Daniel Teklehaimanot     | Dimension Data                | 74 pts                   |                          |
| 3.                       | Fernando Gaviria         | Quick-Step Floors             | 72 pts                   |                          |
| 4.                       | Kristian Sbaragli        | Dimension Data                | 64 pts                   |                          |
| 5.                       | Eugert Zhupa             | Wilier Triestina-Selle Italia | 60 pts                   |                          |
| 6.                       | Lukas Pöstlberger        | Bora-Hansgrohe                | 51 pts                   |                          |
| 7.                       | Caleb Ewan               | Orica-Scott                   | 50 pts                   |                          |
| 8.                       | Jasper Stuyven           | Trek-Segafredo                | 43 pts                   |                          |
| 9.                       | Giacomo Nizzolo          | Trek-Segafredo                | 43 pts                   |                          |
| 10.                      | Roberto Ferrari          | UAE Team Emirates             | 38 pts                   |                          |

### Classificações por equipas

#### Classificação por tempo
| Classificação por equipes | Classificação por equipes | Classificação por equipes | Classificação por equipes |
| Equipe                    | Equipe                    | Tempo                     |                           |
| ------------------------- | ------------------------- | ------------------------- | ------------------------- |
| 1.                        | Cannondale-Drapac         | 59h06m18s                 |                           |
| 2.                        | UAE Team Emirates         | + 7s                      |                           |
| 3.                        | Movistar Team             | + 36s                     |                           |
| 4.                        | Astana                    | + 3m03s                   |                           |
| 5.                        | Bahrain-Merida            | + 3m20s                   |                           |
| 6.                        | AG2R La Mondiale          | + 5m07s                   |                           |
| 7.                        | Team Sunweb               | + 7m20s                   |                           |
| 8.                        | Sky                       | + 7m20s                   |                           |
| 9.                        | FDJ                       | + 8m46s                   |                           |
| 10.                       | Trek-Segafredo            | + 9m59s                   |                           |

#### Classificação por pontos
| Classificação por equipes | Classificação por equipes     | Classificação por equipes | Classificação por equipes |
| Equipe                    | Equipe                        | Pontos                    |                           |
| ------------------------- | ----------------------------- | ------------------------- | ------------------------- |
| 1.                        | Dimension Data                | 103 pts                   |                           |
| 2.                        | Bora-Hansgrohe                | 102 pts                   |                           |
| 3.                        | Quick-Step Floors             | 99 pts                    |                           |
| 4.                        | Lotto-Soudal                  | 81 pts                    |                           |
| 5.                        | Trek-Segafredo                | 80 pts                    |                           |
| 6.                        | UAE Team Emirates             | 65 pts                    |                           |
| 7.                        | Orica-Scott                   | 50 pts                    |                           |
| 8.                        | Wilier Triestina-Selle Italia | 32 pts                    |                           |
| 9.                        | Gazprom-RusVelo               | 19 pts                    |                           |
| 10.                       | Bahrain-Merida                | 15 pts                    |                           |